# Groupe de IC 1954
Le groupe d'IC 1954 comprend au moins six galaxies situées dans la constellation de l'Horloge. La distance moyenne entre ce groupe et la Voie lactée est d'environ 12,3 Mpc (∼40,1 millions d'al). Toutes ces galaxies brillent dans le domaine des rayons X.

## Membres
Le tableau ci-dessous liste les six galaxies mentionnées selon l'ordre indiqué dans un article de Sengupta et Balasubramanyam paru en 2006 . 
| Nom          | Classification | Type                        | α (J2000.0)   | δ (J2000.0)  | Vitesse radiale (km/s) | Magnitude apparente | Distance (Mpc) | Diamètre (kal) |
| ------------ | -------------- | --------------------------- | ------------- | ------------ | ---------------------- | ------------------- | -------------- | -------------- |
| NGC 1311     | SB(s)m?        | Spirale barrée magellanique | 03h 20m 06.9s | -52° 11′ 08″ | 573 ± 2                | 13,0                | 7,41 ± 0,52    | 23             |
| IC 1933      | SAB(s)d?       | Spirale                     | 03h 25m 39.9s | -52° 47′ 08″ | 1060 ± 4               | 12,5                | 14,7 ± 1,1     | 53             |
| IC 1954      | SB(s)b?        | Spirale barrée              | 03h 31m 31.4s | -51° 54′ 17″ | 1062 ± 2               | 11,6                | 14,8 ± 1,0     | 48             |
| ESO 200-G045 | IBm            | Irrégulière magellanique    | 03h 35m 02.2s | -51° 27′ 13″ | 1026 ± 4               | 15,25 ± 0,09        | 14,3 ± 1,0     | 21             |
| NGC 1249     | SB(s)cd        | Spirale barrée              | 03h 10m 01.2s | -53° 20′ 09″ | 1073 ± 1               | 11,8                | 14,7 ± 1,1     | 103            |
| IC 1959      | SB(s)m?        | Spirale barrée magellanique | 03h 33m 12.6s | -50° 24′ 51″ | 639 ± 1                | 12,8                | 8,492 ± 0,60   | 37             |

Le site DeepskyLog permet de trouver aisément les constellations des galaxies mentionnées dans ce tableau ou si elles ne s'y trouvent pas, l'outil du site «Finding the constellation which contains given sky coordinates» permet de le faire à l'aide des coordonnées de la galaxie. Sauf indication contraire, les données proviennent du site NASA/IPAC. 